# Diverticolo uretrale laterale
I diverticoli uretrali laterali di Morgagni, chiamati anche diverticoli uretrali anteriori, seni uretrali anteriori o Lacune Laterali sono due importanti recessi di forma semilunare, collocati ai lati della fossa navicolare dell'uretra. Si tratta di lacune uretrali di notevoli dimensioni, determinate dallo sbocco di molteplici dotti parauretrali delle ghiandole di Littré e di Guérin presso l'uretra navicolare. Attraverso questi diverticoli, le ghiandole uretrali emettono un secreto lubrificante e fortemente antimicrobico, che protegge e sfiamma l'uretra maschile.

## Nomi e classificazione

### Nomi
I diverticoli laterali di Morgagni vengono anche chiamati seni laterali di Morgagni, diverticoli uretrali laterali, diverticoli uretrali anteriori, seni uretrali anteriori o Lacune Laterali di Morgagni.

### Eponimo
Le cripte uretrali nel loro complesso sono state studiate dall'anatomista italiano Giovanni Battista Morgagni, così come i seni uretrali. La distinzione dei diverticoli laterali risale però a studi successivi, e non è contraddistinta da un eponimo specifico.

### Classificazione
I seni uretrali sono annoverati tra le principali lacune uretrali di Morgagni.

## Anatomia

### Forma e dimensioni
Queste cripte uretrali hanno una forma vagamente semilunare, oppure a semidisco. Le dimensioni (valutate alla distensione) dipendono dal numero e dalla dimensione dei dotti di Littré e di Guérin che sboccano attraverso l'orifizio; in media, il diametro ammonta a 2 mm per una lunghezza di circa 7 mm, ma i dati sono molto variabili. Generalmente queste strutture sono simmetriche.

### Collocazione
Questi due recessi sono collocati presso la fossa navicolare, nel tratto terminale dell'uretra maschile. Decorrono parallelamente al cuore della fossa (cioè il punto più profondo e dilatato).

### Descrizione
L'uretra maschile è circondata da un complesso fortemente ramificato e labirintico di ghiandole uretrali e periuretrali, appartenenti ad innumerevoli tipologie. L'uretra lacunosa, in particolare, è avvolta dalle suddette ghiandole fino a formare una complicata struttura simile ad un corallo, inclusa nel corpo spugnoso dell'uretra e nota come corpo glandulare o zona dei dotti parauretrali; tra i dotti più importanti, vi sono quelli delle ghiandole di Littré e di Guérin. Queste ghiandole riversano nell'uretra le proprie secrezioni, con funzione lubrificante, antinfiammatoria, fortemente antimicrobica e protettiva per il pavimento uretrale; svolgono inoltre un importante ruolo nella produzione del liquido preseminale. Gli orifizi dei dotti parauretrali formano delle cavità circolari nella parete uretrale, di dimensione variabile, chiamate lacune o cripte uretrali di Morgagni.
I diverticoli laterali di Morgagni appartengono a queste lacune, ma sono composti, e si differenziano per la forma semilunare e, soprattutto, per le cospicue dimensioni. Alla distensione appaiono come due diverticoli a fondo cieco della fossa navicolare, leggermente sporgenti verso l'esterno, perpendicolari alla valvola uretrale di Guérin. Sono recessi del pavimento inferiore: in questo, possono essere considerate due piccoli omologhi della notevole Lacuna magna, collocata sul tetto della fossa. A riposo, i seni laterali di Morgagni risultano visibili ad occhio nudo, inoltre il loro diametro aumenta sensibilmente durante la distensione (incluse l'eccitazione e l'erezione).

### Dotti uretrali di Littré e di Guérin
Ciascun diverticolo di Morgagni contiene i dotti periuretrali di varie ghiandole di Littré e di Guérin, sempre composte e spesso caratterizzate da un volume considerevole (circa 3 mm). Generalmente, le ghiandole sono collegate tra loro attraverso dei tubuli, formando una struttura fortemente ramificata; i loro dotti sono diretti separatamente attraverso la parete uretrale, sfociando nella stessa lacuna. In media, ogni Lacuna Laterale riceve i dotti di 14 - 28 ghiandole composite, con una media di 20 unità; tuttavia, questo dato è fortemente variabile secondo le dimensioni della cripta uretrale e dei dotti stessi.

## Clinica

### Patologie
Dal punto di vista clinico le lacune uretrali sono soggette, di riflesso, alle stesse patologie che coinvolgono i dotti uretrali in esse contenuti. Le più frequenti sono: 
- Iperplasia, infezione (uretrite o periuretrite) e infiammazione.[30][31][32][33]

- Cisti uretrale o parauretrale: è possibile che le ghiandole sviluppino edemi e neoformazioni cistiche, a seguito di infezioni o lesioni iatrogene. Le cisti sviluppate nei dotti uretrali, o nel loro sbocco presso la lacuna (cioè l'orifizio del dotto), possono bloccare il drenaggio del secreto.[32][31][33] Questo fenomeno prende il nome di cisti del dotto parauretrale.[34][35][33]
- Diverticolo uretrale o parauretrale: dilatazione anomala e sacciforme dell'uretra, sporgente o rientrante, dovuta alla dilatazione delle ghiandole e dei dotti uretrali, che provoca un prolasso della parete. Può essere singolo o multiplo, e tende a formarsi dalle lacune di Morgagni da cui sbucano i dotti stessi.[36][37][38]
- Stenosi uretrale o valvola uretrale: restringimento anomalo del lume uretrale dovuto ad un anello (o cilindro, se allungato) di tessuto cicatriziale; è causato in genere da lesioni iatrogene, tra i più comuni problemi dell'uretra maschile.[39][40][41]
- Calcoli uretrali: formazione o deposito di calcoli (in genere di calcio o smegma) nella depressione del diverticolo; possono essere sia primari (cioè originati nella stessa lacuna) o più facilmente secondari (ovvero depositati al suo interno). Nei ruminanti è molto frequente la sedimentazione o il deposito di smegma, che origina voluminosi accumuli reniformi noti come sheath urethral beans.[42][43][44][45]
- Raramente ghiandole, dotti e lacune uretrali possono essere soggetti a fenomeni neoplastici.[46][47][48][49]

#### Catetere
La presenza di un catetere nel maschio può limitare o impedire il naturale drenaggio del secreto delle ghiandole parauretrali, con il rischio di provocare infezioni (uretriti) che possono eventualmente ascendere attraverso i dotti parauretrali, fino ad infiammare le ghiandole stesse. Viene inoltre limitato fortemente l'apporto del fattore antimicrobico uretrale e delle sostanze protettive, con il rischio di lasciare l'epitelio uretrale scoperto verso fenomeni infettivi o infiammatori. Questo fenomeno coinvolge in modo particolare le lacune di Morgagni, poiché costituiscono l'orifizio dei dotti uretrali e di conseguenza possono essere ostruite dalla presenza di un corpo estraneo.

#### Sintomatologia
I sintomi più comuni delle patologie che coinvolgono le lacune uretrali sono minzione dolorosa e difficoltosa (disuria, stranguria), dolore o bruciore uretrale (uretrodinia) perdite di sangue vivo uretrale (uretrorragia), ematuria. Possono essere presenti anche altri sintomi, quali secrezioni anomale dall'uretra (uretrorrea), piuria, frequenza o urgenza urinaria e tenesmo vescicale. In caso di notevole ingrossamento delle ghiandole o dei dotti uretrali, può insorgere ritenzione urinaria acuta (con totale impossibilità di svuotamento della vescica) oppure cronica.